# Nautzili
Nautzili (in Sehende Natzili, Nautzile, Nodzilla; 1820 circa – post 1886) era un condottiero e capo indiano della divisione Apache Mescalero (Sehende), appartenente alla sottodivisione Sierra Blanca.

## Biografia
Già apprezzato guerriero, emerse come capo nel decennio 1860', dopo la morte o l'eclissi di Josecito e Lobo, e l'uccisione di Manuelito e Josè Largo, proditoriamente assaliti da un reparto delle truppe del gen. James H. Carleton a Gallina Springs nell'ottobre 1862, restando comunque figura di secondo piano rispetto al famoso capo guerriero Santana, da poco succeduto al padre Barranquito (già capo principale dei Sierra Blanca Mescaleros), ma spacciato per morto allo scopo di alleggerire la pressione dei militari, e a Cadete (fratello di Santana), divenuto portavoce e rappresentante del popolo nei rapporti coi bianchi.
Divenuto uno dei capi principali della riserva Mescalero a prezzo di notevoli sforzi per mantenere la pace a fronte dell'insofferenza dei guerrieri per le regole imposte dai Pindah e del comportamento arrogante e aggressivo di costoro, esaurì la pazienza nel gennaio 1875, a seguito prima dell'attacco effettuato da un gruppo di "vigilantes" e poi dell'ulteriore attacco scatenato dalle truppe di Fort Stanton al comando del cap. E.G. Fechet contro il pacifico accampamento stabilito dagli stessi Mescaleros in un canyon previa autorizzazione dell'agente indiano, con distruzione del villaggio e razzia di 50 cavalli poi venduti all'asta; mentre i malconci e affamati Mescaleros vittime dei due attacchi venivano convinti a tornare all'agenzia, Nautzili e Pinole, con le rispettive bande, di non trascurabile consistenza, oltrepassarono il confine messicano e, nonostante i ripetuti messaggi inviati dall'agente W.D. Crothers, non accettarono di tornare a Fort Stanton fino all'agosto 1876. L'assassinio di Cadete, nel 1872, e la morte di Santana, nell'inverno 1876, fecero assurgere Nautzili, nonché Caballero e San Juan, al ruolo di capi principali dei Mescaleros della riserva (Sierra Blanca Mescaleros e Sacramento Mescaleros).
Nautzili si dimostrò favorevole a dare accoglienza nella riserva Mescalero ai consanguinei Mimbreños di Victorio, Loco e Nana, ospitandoli ripetutamente nel decennio 1870', ma, a differenza di Caballero (probabilmente imparentato con lo stesso Victorio) e San Juan, si impegnò tenacemente per impedire che i guerrieri Sierra Blanca Mescalero lasciassero la riserva per unirsi al grande capo Mimbreño nel periodo della cosiddetta "Guerra di Victorio" (1879-1880); dopo la partenza di Caballero, Nautzili e San Juan, con alcuni capi minori, furono inviati sulle tracce dei circa 400 Mescaleros fuggiti dalla riserva, mentre i militari procedevano a un rastrellamento con mezzi estremamente sbrigativi (lo stesso padre di Nautzili fu ucciso durante l'attacco a un accampamento sulla riva del Rio Tularosa); dopo la morte di Caballero e il rientro di San Juan, il nuovo agente W.H.H. Llewellyn riuscì a riconquistare una certa fiducia da parte dei capi, e, morto anche San Juan nel 1885, Nautzili fu chiamato a far parte del tribunale Mescalero istituito nell'inverno 1886.